# Mbed
Mbed是一个平台和操作系统，用于基于32-bit ARM Cortex-M微控制器的连接互联网的设备，这些设备也叫做物联网设备。这个项目由ARM和它的技术伙伴协作开发。
2024年7月9日，ARM宣布Mbed將於2026年7月終止生命週期。

## 软件开发

### 应用
针对mbed平台的应用可以使用mbed在线IDE来开发，它是免费的在线代码编辑器和编译器。你只需要在本地PC上安装一个网页浏览器，因为你的项目是在云端编译的，就是说是在远程服务器上使用ARMCC C/C++编译器。mbed IDE 提供私有工作空间，有能力通过分布式Mercurial版本控制导入、导出和分享代码，并且它还可以用于代码文档生成。应用还可以使用其他开发环境来开发，比如Keil µVision、IAR Embedded Workbench、和 Eclipse加上GCC ARM嵌入式工具。

### SDK
mbed软件开发工具包（SDK）提供mbed C/C++软件平台和工具用来建立微控制器固件而运行在智能设备上。它由提供微控制器外设驱动器和联网的核心库、RTOS和运行时间环境、建造工具和测试及调式脚本构成。
构件数据库提供针对构件的驱动库和可以连接到微控制器而建造最终产品的服务。

## 硬件开发

### 演示开发板

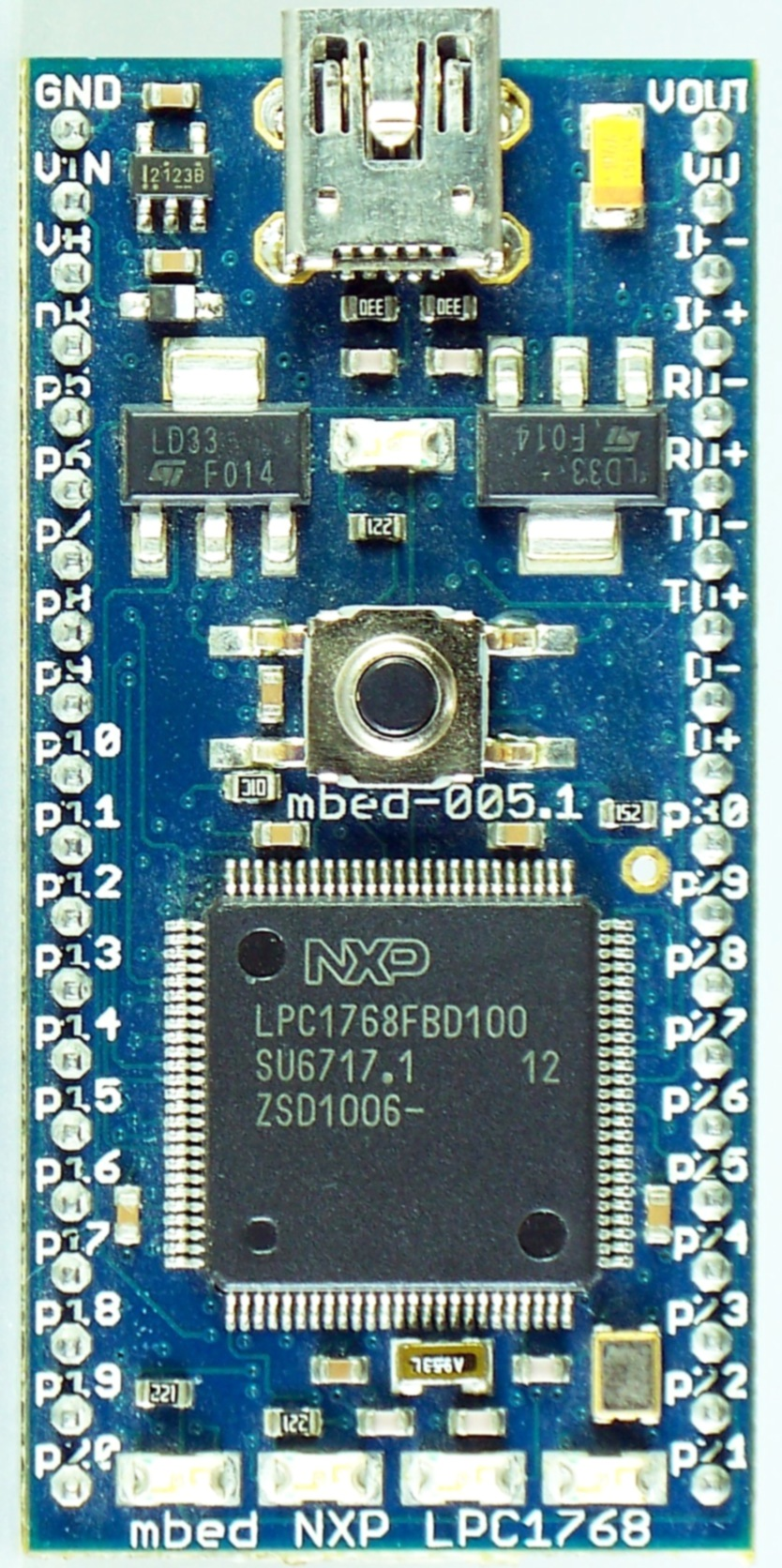
mbed NXP LPC1768

现有各种针对mbed平台的硬件演示板，其首为最初的mbed Microcontroller board。mbed微控制器开发板（以“mbed NXP LPC1768”销售）是基于NXP微控制器的演示板，它有一个ARM Cortex M3核心，运行于96 MHz，带有512 KB flash，64 KB RAM，还有一些接口包括以太网、USB设备、CAN、SPI、I²C和其他I/O。mbed微控制器在2010年收到了第一个奖项，年度EDN软件/嵌入式工具类创新奖。
这个开发板还发行了各种版本，包括NXP LPC2368（ARM7TDMI-S）、NXP LPC1768（Cortex-M3）、NXP LPC11U24（Cortex-M0）微控制器。

### HDK
mbed硬件开发工具包（HDK）为OEM设计，提供信息来建造定制硬件以支持mbed SDK。它由接口固件和用来容易的建立开发板的schematics、OEM模块和适用于生产的re-programmable产品构成。

## 项目开发
这个项目由ARM联合其他主要技术公司和mbed开发者社区开发。开发和贡献出现在不同层次上：
- 核心平台 – 核心软件平台由核心贡献者和伙伴公司开发，由mbed团队维护。这个核心平台是在Apache许可证2.0下经由贡献者同意而开发的。这包括平台提供的所有核心通用软件构件，加上HAL迁移性允许mbed透明的运行在不同制造商的微控制器上，和TOOLCHAIN迁移性允许开发使用不同的嵌入式工具链。
- 构件数据库 – 库构件由各公司和更广泛的社区开发，它提供对各种外设构件、传感器、无线广播、协议和云服务API的支持，这是建造最终设备所需要的。这些是在Apache许可证2.0（鼓励）或其它创立者选择的许可证下贡献的，并由这些个体公司和开发开发者社区支持。

## 引用
1. ↑  . ARM. 2024-07-09  [2024-07-28]. （原始内容存档于2025-01-15）.
2. ↑  . 电子工程世界. 2024-07-16  [2024-07-28]. （原始内容存档于2025-01-20）.
3. ↑  .   [2018-03-31]. （原始内容存档于2017-07-27）.
4. ↑  .   [2018-03-31]. （原始内容存档于2018-04-01）.
5. ↑  .   [2018-03-31]. （原始内容存档于2018-10-03）.
6. ↑  .   [2018-03-31]. （原始内容存档于2013-02-22）.